# Sian Brice
Sian Brice (Leigh, 2 de abril de 1969) é uma triatleta profissional britânica. 

## Carreira

### Sydney 2000
Sian Brice disputou os Jogos de Sydney 2000, não completando a prova. 